# Лях, Николай Локтионович
Николай Локтионович Лях (1920—1999) — полковник Советской Армии, участник Великой Отечественной войны, Герой Советского Союза (1945).

## Биография

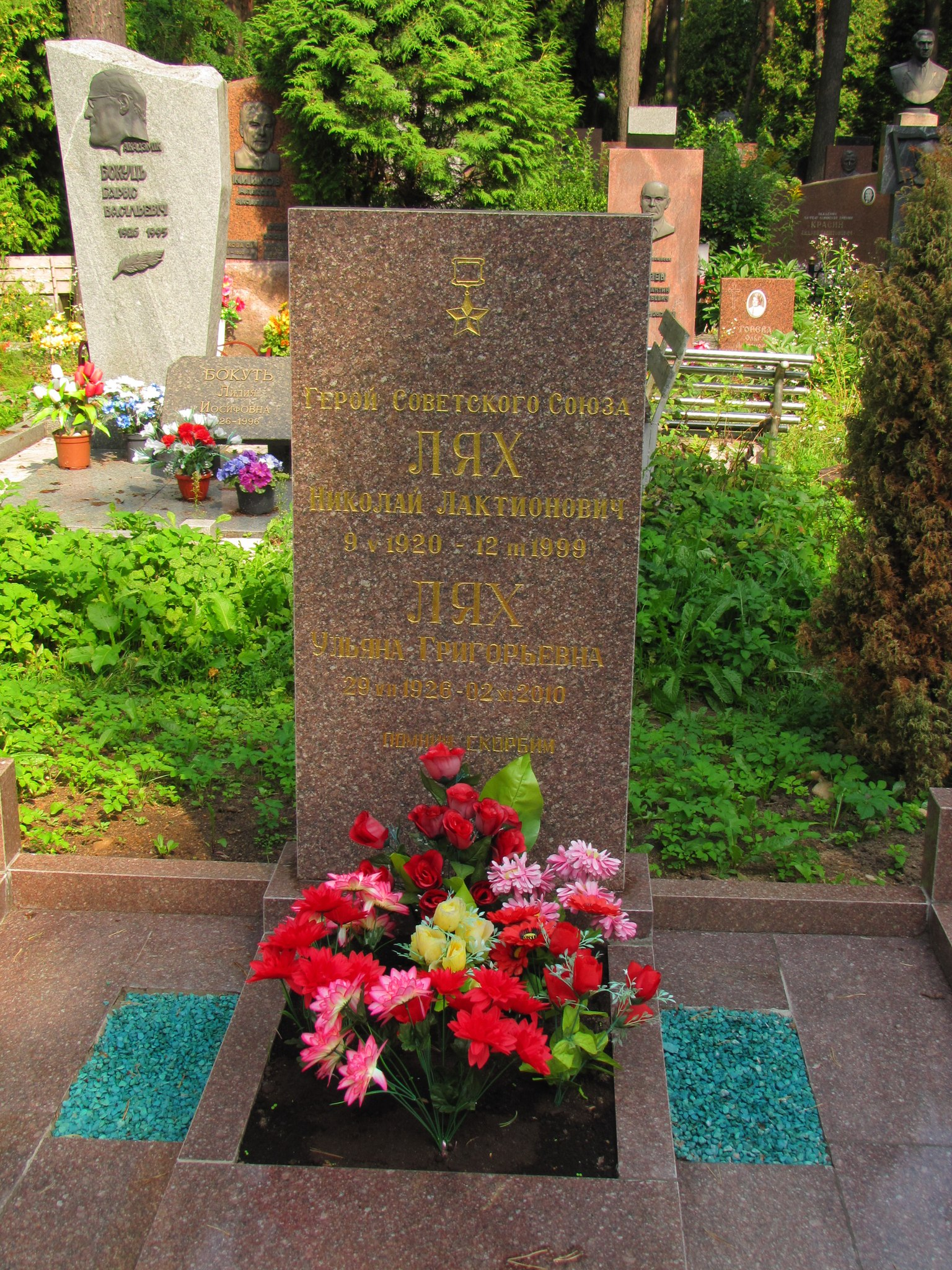
Могила Ляха на Восточном кладбище Минска.

Николай Лях родился 9 мая 1920 года в посёлке Локотки (ныне — Шосткинский городской совет Сумской области Украины). Окончил среднюю школу и три курса Шосткинского химико-технологического техникума. В 1940 году Лях был призван на службу в Рабоче-крестьянскую Красную Армию. В 1942 году он окончил Орловское танковое училище. С февраля того же года — на фронтах Великой Отечественной войны. Принимал участие в боях на Калининском, Северо-Западном и 1-м Белорусском фронтах, два раза был ранен.
К январю 1945 года майор Николай Лях командовал батальоном 36-й танковой бригады 11-го танкового корпуса 69-й армии 1-го Белорусского фронта. Отличился во время освобождения Польши. 14-19 января 1945 года батальон, находясь на передовой в авангарде бригады, уничтожил 10 танков, около 500 автомашин, 200 повозок и более 100 солдат и офицеров противника. 16 января 1945 года батальон Ляха первым ворвался в Радом и штурмом взял железнодорожную станцию и центр города. В дальнейшем он также принял активное участие в освобождении Лодзи.
Указом Президиума Верховного Совета СССР от 27 февраля 1945 года за «умелое руководство подразделением, решительность и стойкость, проявленные в боях во время Висло-Одерской операции» майор Николай Лях был удостоен высокого звания Героя Советского Союза с вручением ордена Ленина и медали «Золотая Звезда» за номером 5156.
После окончания войны Лях продолжил службу в Советской Армии. В 1954 году он окончил Военную академию бронетанковых и механизированных войск. В 1972 году в звании полковника Лях был уволен в запас. Проживал в Минске, работал в Минском политехническом институте. Активно занимался общественной деятельностью. 
Скончался 12 марта 1999 года, похоронен на Восточном кладбище Минска.
Был также награждён орденами Красного Знамени, Отечественной войны 1-й степени, Красной Звезды, рядом медалей.